# Otranto
Otranto (Uṭṛàntu in dialetto salentino) è un comune italiano di 5 553 abitanti della provincia di Lecce in Puglia.
Situato sulla costa adriatica del Salento, è un noto centro turistico a livello internazionale grazie alla presenza di strutture ricettive e complessi turistici nati già a partire dalla fine degli anni sessanta del Novecento e progettati da importanti architetti. Otranto è posto nella punta più estrema della penisola salentina e risulta il comune più orientale d'Italia: il capo omonimo, chiamato anche Punta Palascìa, a sud del centro abitato, è il punto geografico più a est della penisola italiana.
Dapprima centro greco-messapico e romano, poi bizantino e più tardi aragonese, si sviluppa attorno all'imponente castello e alla cattedrale normanna. Sede arcivescovile e rilevante centro turistico, ha dato il suo nome al Canale d'Otranto, che separa l'Italia dall'Albania, e alla Terra d'Otranto, antica circoscrizione del Regno di Napoli. Nel 2010 il borgo antico è stato riconosciuto come Patrimonio Culturale dell'UNESCO quale Sito Messaggero di Pace.

## Geografia fisica

### Territorio

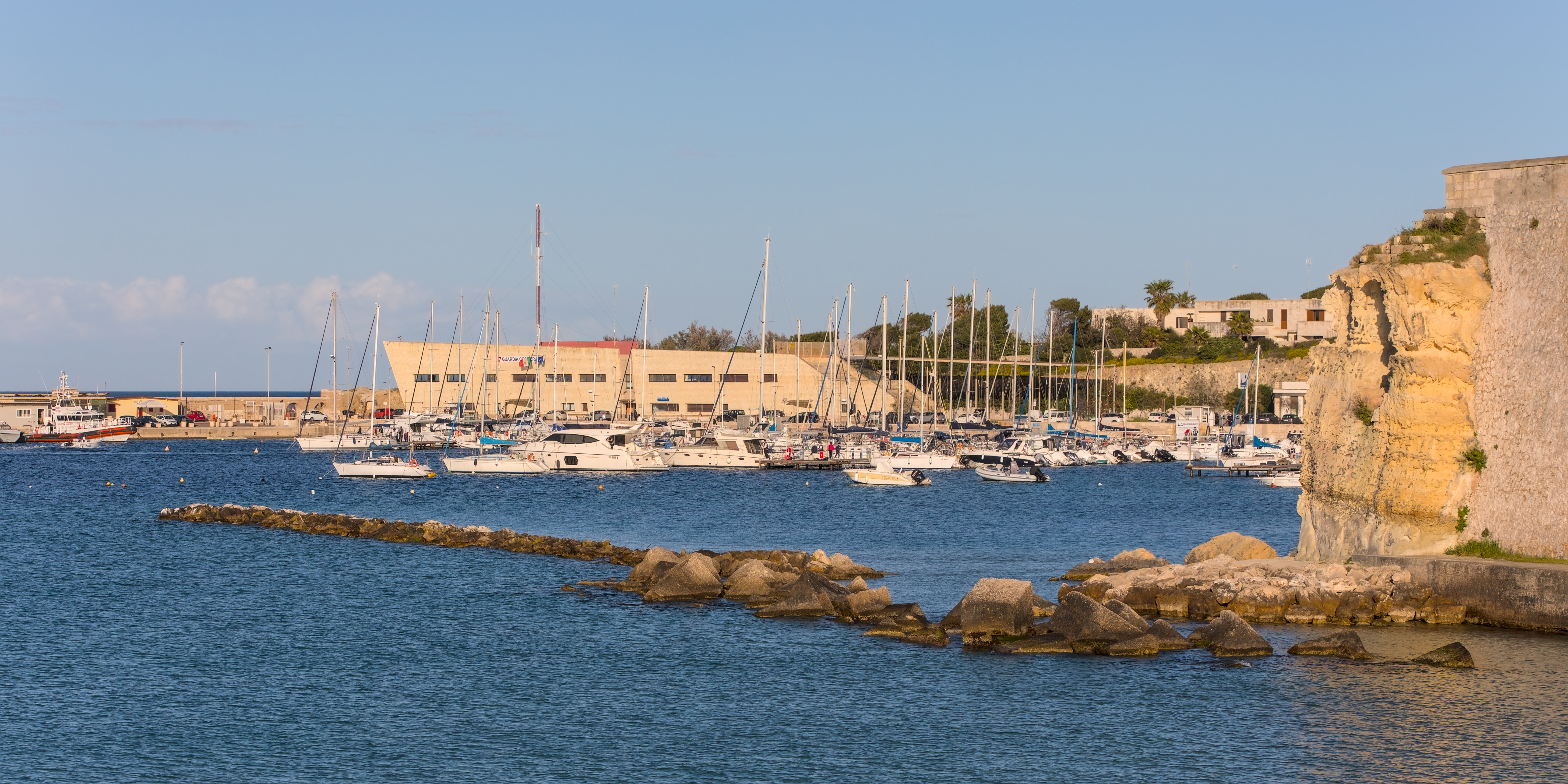
Il porto

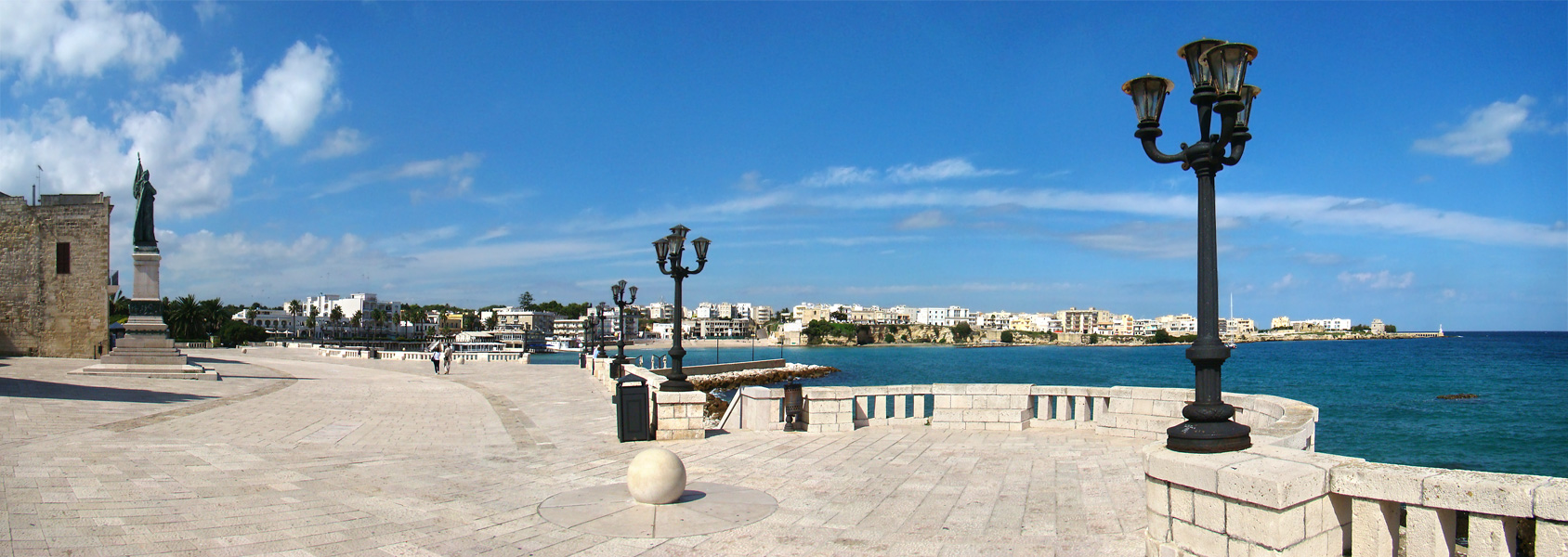
Lungomare degli Eroi

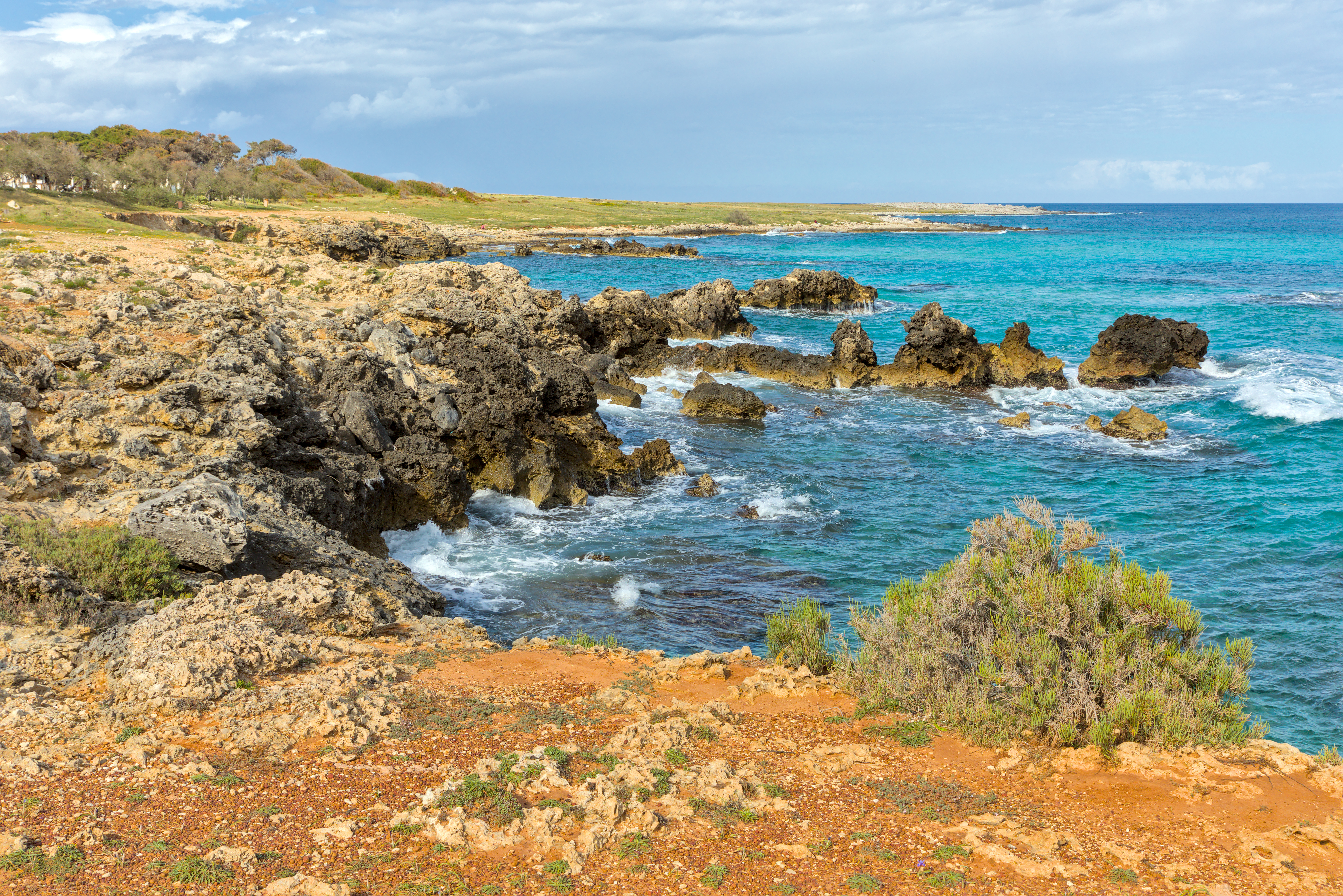
Paesaggio costiero

Capo d'Otranto, o Punta Palascìa, situato nel territorio comunale di Otranto, è il punto più a oriente d'Italia. Secondo le convenzioni nautiche, questo luogo è il punto di separazione tra il Mar Ionio e il Mar Adriatico. È il comune con la minore densità abitativa della provincia di Lecce. Il litorale, esteso per circa 25 km, si alterna a lunghi tratti sabbiosi, specie nella parte settentrionale, a tratti rocciosi a picco sul mare. Confina a nord con i comuni di Melendugno e Carpignano Salentino, a ovest con i comuni di Cannole, Giurdignano e Palmariggi, a sud con i comuni di Uggiano la Chiesa e Santa Cesarea Terme, a est con il Mare Adriatico.
Il territorio fa parte delle Serre salentine. La litoranea a sud in direzione Porto Badisco è caratterizzata da piccoli tornanti che si snodano tra il brullo paesaggio costiero, mentre a nord si erge dolcemente la Serra degli Alimini circondata da una fertile campagna a ridosso degli omonimi laghi e delle spiagge. Il centro urbano sorge nella Valle dell'Idro, piccolo ruscello il cui percorso si snoda interamente nel territorio comunale e che sfocia nel porto, nei pressi dei giardini pubblici.
Dall'ottobre 2006, parte del suo territorio rientra nel parco naturale regionale Costa Otranto-Santa Maria di Leuca e Bosco di Tricase, istituito dalla regione Puglia allo scopo di salvaguardare la costa orientale del Salento, ricca di beni architettonici e di specie floreali e faunistiche.
- Classificazione sismica: zona 4 (sismicità molto bassa), Ordinanza PCM n. 3274 del 20/03/2003

### Clima
La stazione meteorologica di riferimento è quella di Otranto-Punta Palascia, ufficialmente riconosciuta dall'Organizzazione meteorologica mondiale, anche se attualmente è una stazione di tipo automatico DCP.
Dal punto di vista meteorologico Otranto rientra nel territorio del Salento orientale che presenta un clima mediterraneo, con inverni miti ed estati caldo umide. In base alle medie di riferimento, la temperatura media del mese più freddo, gennaio, si attesta attorno ai +9 °C, mentre quella del mese più caldo, agosto, si aggira sui +24,7 °C. Le precipitazioni, frequenti in autunno e in inverno, si attestano attorno ai 626 mm di pioggia/anno. La primavera e l'estate sono caratterizzate da lunghi periodi di siccità.
Facendo riferimento alla ventosità, i comuni del Salento orientale sono influenzati fortemente dal vento attraverso correnti fredde di origine balcanica, oppure calde di origine africana.
| Otranto                    | Mesi | Mesi | Mesi | Mesi | Mesi | Mesi | Mesi | Mesi | Mesi | Mesi | Mesi | Mesi | Stagioni | Stagioni | Stagioni | Stagioni | Anno |
| Otranto                    | Gen  | Feb  | Mar  | Apr  | Mag  | Giu  | Lug  | Ago  | Set  | Ott  | Nov  | Dic  | Inv      | Pri      | Est      | Aut      | Anno |
| -------------------------- | ---- | ---- | ---- | ---- | ---- | ---- | ---- | ---- | ---- | ---- | ---- | ---- | -------- | -------- | -------- | -------- | ---- |
| T. max. media (°C)         | 12,6 | 13,2 | 15,0 | 18,3 | 22,6 | 26,8 | 29,2 | 29,6 | 26,2 | 21,8 | 17,6 | 14,2 | 13,3     | 18,6     | 28,5     | 21,9     | 20,6 |
| T. min. media (°C)         | 5,6  | 5,8  | 7,2  | 9,5  | 13,1 | 17,0 | 19,5 | 19,9 | 17,3 | 13,7 | 9,9  | 7,1  | 6,2      | 9,9      | 18,8     | 13,6     | 12,1 |
| Precipitazioni (mm)        | 71   | 60   | 65   | 40   | 33   | 20   | 16   | 22   | 49   | 80   | 97   | 74   | 205      | 138      | 58       | 226      | 627  |
| Giorni di pioggia          | 10   | 11   | 8    | 7    | 6    | 3    | 2    | 1    | 1    | 3    | 5    | 8    | 29       | 21       | 6        | 9        | 65   |
| Umidità relativa media (%) | 78,7 | 78,2 | 77,8 | 77,3 | 76,2 | 72,9 | 70,9 | 72,4 | 76,5 | 79,2 | 80,5 | 80,3 | 79,1     | 77,1     | 72,1     | 78,7     | 76,7 |

- Classificazione climatica di Otranto:[11]
  - Zona climatica: C
  - Gradi giorno: 1099

## Origini del nome
Il nome greco antico è Ὑδροῦς, quello greco salentino è Δερεντό, traslitterato Derentò
In epoca romana Otranto era conosciuta come Hydruntum, dal nome del torrente Hydrus nella cui vallata sorge la città. Altre fonti danno come nome latino Odruntum, termine sempre tuttavia legato alla parola acqua, precisamente al termine messapico Odra, appunto acqua.
Gli antichi toponimi greci formati con la desinenza -οῦς, gen. -οῦντος (traslitterato -oûs, -oûntos, che in italiano dà -unte, come Μυοῦς, Miunte), trasposti in latino, si presentano in parte con la uscita -entum, e parte con la uscita -untum; cfr. Πυξοῦς (Pyxoûs), centro poi latinizzato in Buxentum in Lucania, e Σολοῦς (Soloûs) o Soluntum, in Sicilia. In greco moderno, i nomi anticamente formati con il suffisso -οῦς hanno oggi invece l'uscita in -οῦντα (-oûnta), confronta l'antica Trebisonda (Τραπεζοῦς, Trapezoûs, in italiano Trapezunte), cui nome greco oggi è Τραπεζούντα (Trapezoúnta). Dal greco classico Ὑδροῦς potevano dunque risultare sia il latino Hydruntum, che Hydrentum, o piuttosto Hudrentum. Quest'ultima forma si ricava da un'iscrizione dell'epoca di Augusto: patr(onus) municipii Hudrentinor(um). La forma Hudrentum fu individuata come l'antico prototipo del Derentò dei Greci salentini; con accentuazione greca, lo ritroviamo nel X secolo presso Costantino VII Porfirogenito nel suo De administrando imperio, in forma del genitivo τῆς Ὑδρεντοῦ (tês Hudrentoû). Il salentino Uṭṛàntu e il grico Δερεντό (Derentò, metatesi di Hudrentós, Ὑδρεντός), come anche la forma italiana Òtranto, non derivano dunque né dal latino Hydruntum, né dalla genuina tradizione classica Ὑδροῦς. Sembrano derivare invece dalla forma Hudrentum, che dev'essere considerata un compromesso linguistico nato là dove popolazioni elleniche e italiche confinavano fin da tempi remoti, ripreso dai Bizantini nel VII secolo dopo secoli di oblio, e dopo che la continuità dell'antico nome era già andata persa.

## Storia

### Origini, periodo messapico e romano
Le immediate vicinanze di Otranto erano abitate probabilmente già dal Paleolitico, certamente dal Neolitico; la città fu poi popolata dai Messapi (di cui nel 1995 sono state scoperte le mura e una porta della città), stirpe che precedeva i Greci, quindi, cadde nelle mani dei Romani, diventando presto municipio.
Nel periodo romano, Otranto era una delle città marinare più importanti della Puglia. Il lavoro mercantile e di artigianato locale era molto fiorente, soprattutto nella lavorazione della porpora e dei tessuti. Era presente a Otranto una comunità ebraica e ciò fa capire l'importanza commerciale che il centro poteva avere e che andava oltre alle isole Ionie.
Prima che Otranto diventasse colonia romana, esisteva già una complessa rete viaria che metteva in comunicazione la cittadina con il resto del Salento e con la Puglia in genere. I Romani non fecero altro che rinforzarla, introducendola nelle loro arterie di comunicazione.
A Otranto rimangono ancora delle testimonianze del passaggio dei Romani: due basi di marmo con epigrafe latina, risalenti al II secolo, che riconducono agli imperatori Lucio Aurelio Vero e Marco Aurelio Antonino. Nel 162 la città chiese e ottenne di battere moneta e fu così che venne aperta una zecca, rimasta attiva sino al II secolo d.C. Pian piano il porto di Otranto divenne sempre più importante, superando anche quello di Brindisi. Tale realtà non fece altro che consolidarsi in epoca paleocristiana.

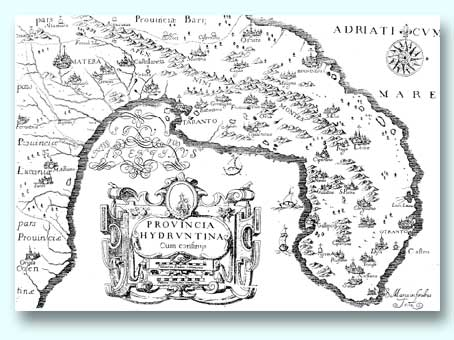
Antica mappa della Terra d'Otranto

### Medioevo
L'importanza del suo porto le fece assumere il ruolo di ponte fra oriente e occidente. Otranto fu centro bizantino e gotico, poi normanno, svevo, angioino e aragonese. Nella sua cattedrale, costruita fra il 1080 e il 1088, nel 1095 venne impartita la benedizione ai dodicimila crociati che, al comando del principe Boemondo I d'Altavilla (1050-1111), partivano per liberare e per proteggere il Santo Sepolcro. A Otranto, l'11 settembre 1227, era morto a seguito di malaria il Ludovico IV di Turingia, sposo di santa Elisabetta d'Ungheria.
Otranto era sede di un'importante comunità ebraica che espresse raffinati poeti nel IX secolo, tra i quali Meiuchas e Shabbatai da Otranto. La comunità era nota in tutto il Mediterraneo e in riferimento al suo prestigio venne coniato il detto «da Bari uscirà la Legge e la parola del signore da Otranto». Nella seconda metà del XII secolo risiedevano in città 500 famiglie ebree sotto la guida di Meir, Mali, Menachem e Caleb, come testimoniato dal diario di viaggio di Beniamino di Tudela. All'inizio del XIII secolo visse a Otranto il poeta ebreo Anatoli, che ivi compose uno splendido dialogo tra il corpo e la mente dopo la morte. Nel 1219 l'imperatore Federico II confermò al vescovo i diritti sulle decime dei cristiani e degli ebrei residenti a Otranto.
Nel 1480 la città fu attaccata dai Turchi di Maometto II, e, dopo 15 giorni di assedio, l'11 agosto la espugnarono, facendo strage della popolazione (sacco di Otranto o battaglia di Otranto). Il 14 agosto circa 800 prigionieri maschi furono decapitati per non aver voluto rinnegare la fede cristiana: si tratta dei Santi Martiri idruntini. I Turchi distrussero anche il Monastero di San Nicola di Casole (poco a sud di Otranto). In esso i monaci basiliani avevano costituito la più vasta biblioteca dell'allora Occidente oltre ad avere istituito la prima forma di college nella storia, che ospitava ragazzi provenienti da tutta Europa che si recavano a Otranto per studiare. Fu uno di questi monaci, Pantaleone, l'autore del monumentale mosaico pavimentale (il più grande in Europa) contenuto nella cattedrale. I Codici prodotti in questo monastero sono ora custoditi in prestigiose biblioteche d'Italia (a Firenze e Venezia) e d'Europa, da Parigi a Londra, da Berlino a Mosca.

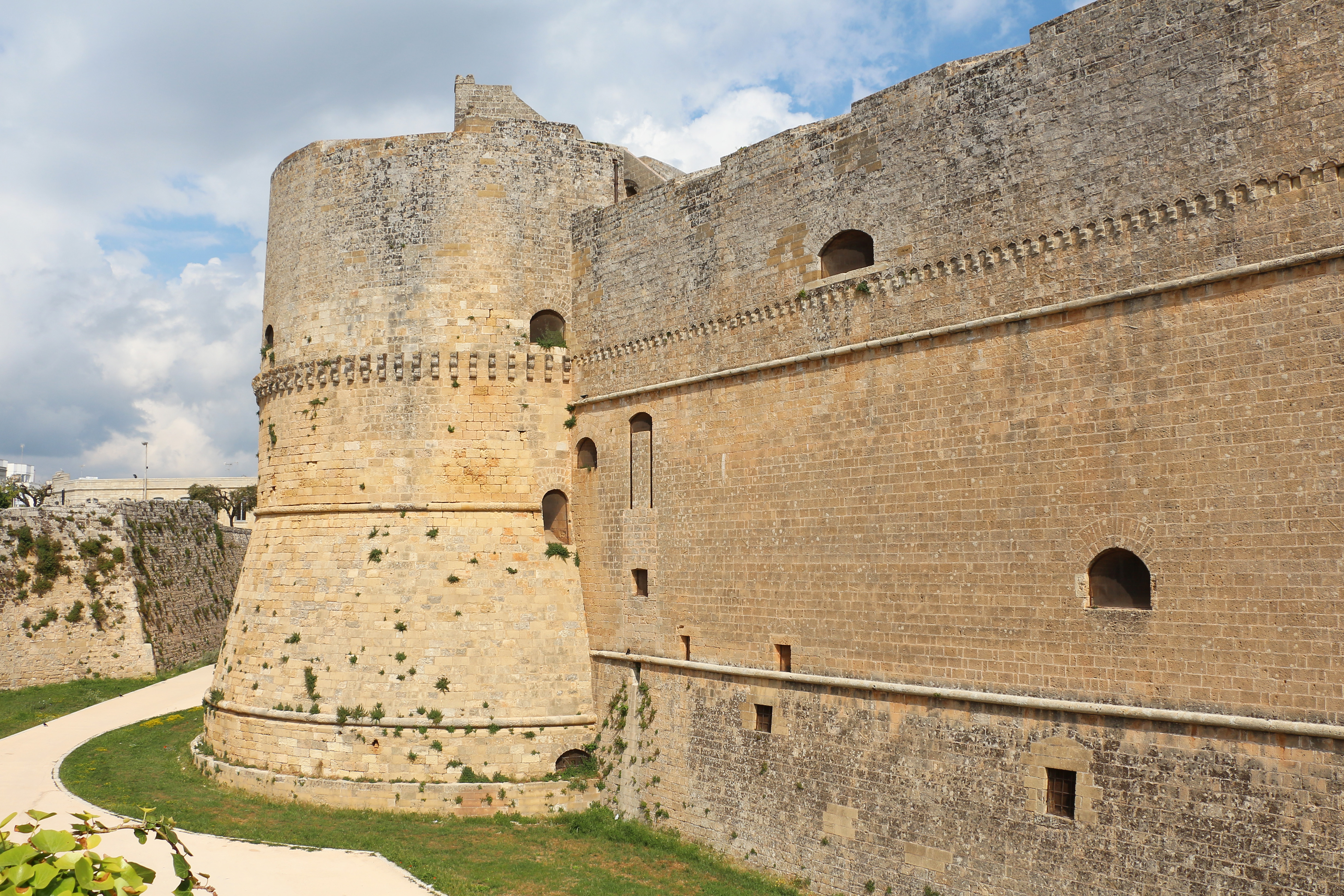
Le mura

Dopo la pesante distruzione da parte dei Turchi, la città si rianimò, presa dalla voglia di riscattarsi. Per la sicurezza furono rafforzate le fortificazioni e nel 1539 la città contava 3 200 abitanti con 638 fuochi. In questi anni, Otranto fu contesa dai Veneziani e nuovamente dagli Angioini.
Nel frattempo gli Ottomani tentarono nuovi assalti alla città, nel 1535 e nel 1537, ma Otranto riuscì sempre a resistere.

### Dal Seicento all'età contemporanea
A partire dalla seconda metà del Seicento Otranto visse un netto calo della sua importanza. Il commercio fu soggetto a un arresto e le manifestazioni culturali furono pressoché nulle. Anche nel settore edile non ci furono grandi novità. Molti degli abitanti di Otranto, ormai esausti e spaventati dalle continue incursioni via mare, decisero di lasciare il proprio paese per trasferirsi in luoghi più sicuri. Fu così che la città perse quel posto primario che occupava nel Salento.
Otranto subì altri attacchi dei saraceni, nel 1614 e nel 1644, ma riuscì a uscirne indenne. Molti terreni della zona circostante furono abbandonati e ciò causò la formazione di paludi, dove il rischio di contrarre la malaria si fece sempre più alto.
Il Settecento fu il secolo di una moderata ripresa. L'edilizia crebbe, seppur lievemente. Tutto ciò si deve alla presenza di alcune famiglie che da altri centri della Terra d'Otranto si trasferirono a Otranto per investire i loro risparmi in beni immobili.

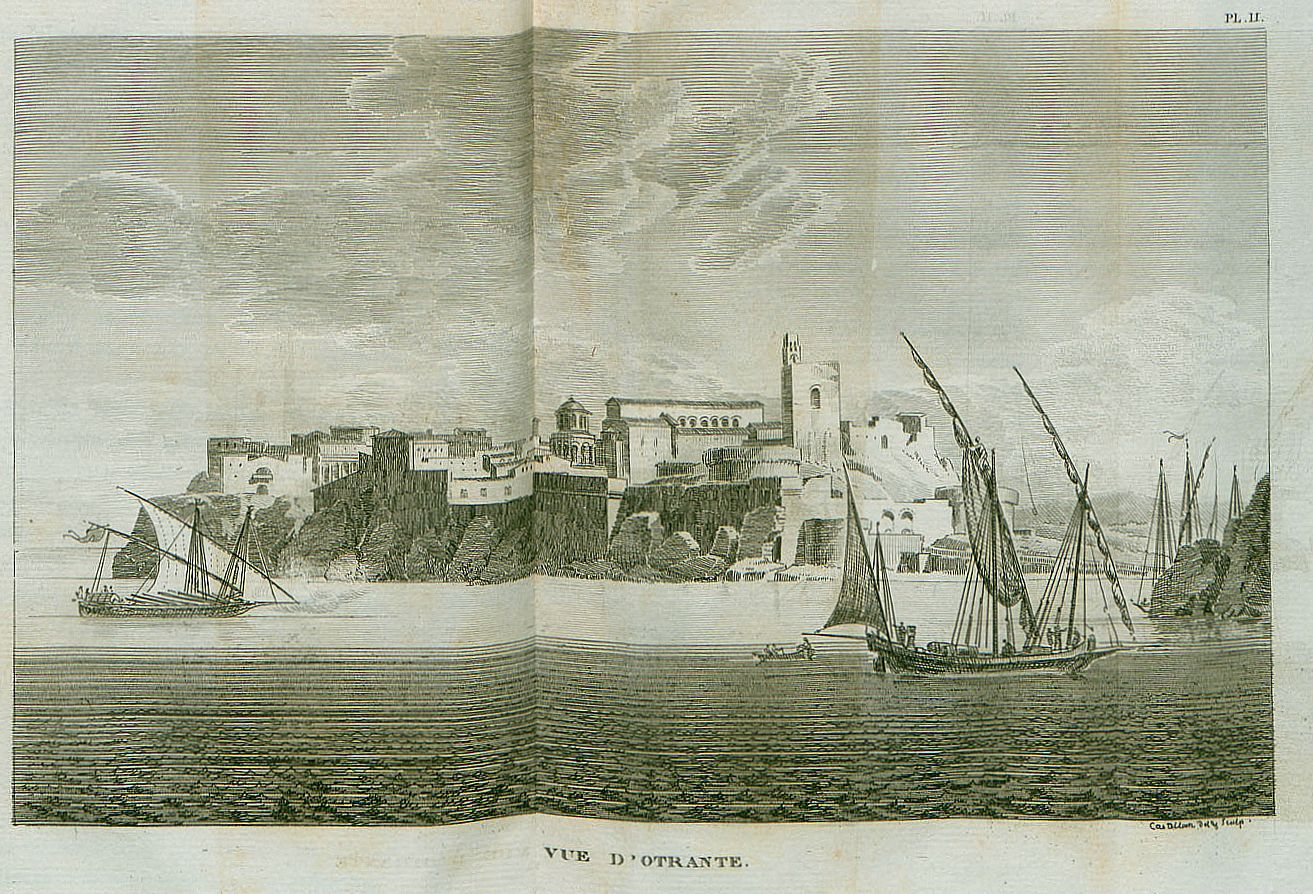
Veduta di Otranto, A. L. Castellan, 1819

Nell'Ottocento la campagna otrantina che circondava i laghi Alimini era squallida e deserta. Esistevano solo poche masserie, alcune delle quali erano abitate solo in alcune stagioni dell'anno. In quest'area, il rischio di contrarre malattie era molto elevato nel periodo estivo, quando avveniva il prosciugamento delle zone paludose.
Il primo progetto di bonifica fu stilato nel 1868 dal genio civile di Bari, il quale, dopo aver rilevato tutta la superficie del lago e dopo averne misurato la profondità, riconobbe le zone di impaludamento e suggerì il modo di sanarle. Le paludi, quindi, lasciarono lo spazio a terreni coltivabili. Venne ripresa l'agricoltura.
Nel periodo napoleonico la cittadina divenne Ducato del Regno di Napoli e si verificò una netta ripresa grazie al Ministro Fouch. Le fortificazioni otrantine furono soggette a una totale trasformazione a partire dal 1866 e molti beni urbanistici della città finirono nelle mani del demanio. Il fossato del Castello fu ricoperto da terra e brecciolina e un tratto delle mura fu abbattuto.
Durante la prima guerra mondiale il Canale di Otranto fu interessato dal blocco del Canale d'Otranto realizzato dagli alleati (Italia, Inghilterra e Francia) ai danni dell'Impero austro-ungarico e teatro dello scontro detto battaglia del Canale d'Otranto, che si concluse con la sconfitta degli alleati e la forzatura del blocco.
Durante la seconda guerra mondiale il Canale di Otranto subì un'incursione aeronavale (notte tra 11 e 12 novembre 1940) contemporanea a quella attuata a Taranto (Notte di Taranto) eseguita come diversivo nei confronti dell'attacco principale su Taranto che ospitava la flotta italiana.
Il Novecento fu un secolo di emigrazioni verso la Germania e la Svizzera alla ricerca di un posto di lavoro. Alla fine degli anni novanta la città ha vissuto gli sbarchi in massa sulle sue coste dei profughi albanesi in fuga dalla loro terra.

### Simboli
Descrizione araldica dello stemma:
La parte inferiore dello stemma reca il motto della città: "Civitas Fedelissima Hydrunti"»
(Comuni-Italiani.it)
Profilo araldico del gonfalone:

## Monumenti e luoghi d'interesse

### Architetture religiose

#### Cattedrale dell'Annunziata

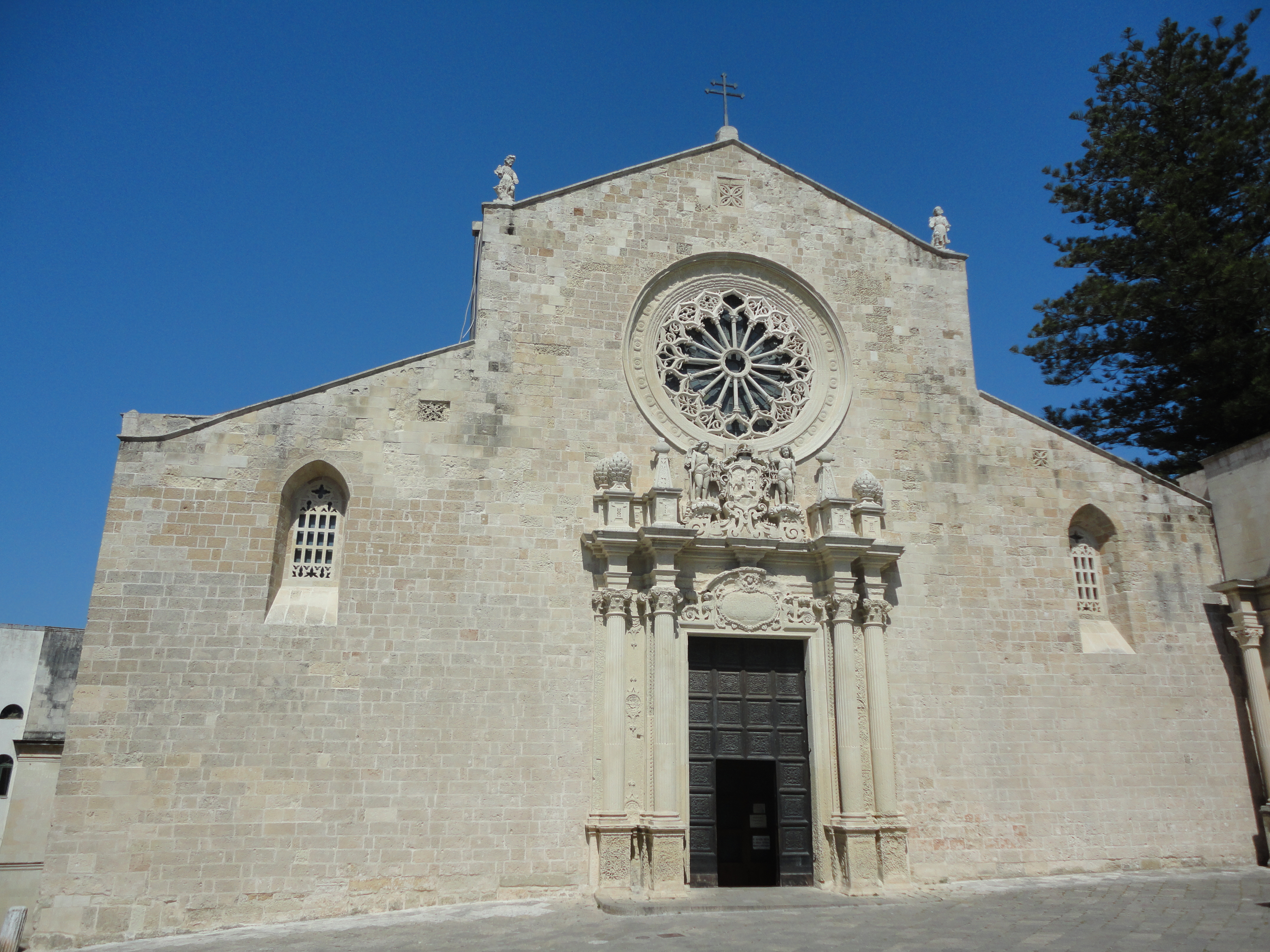
Cattedrale

Intitolata a Santa Maria Annunziata, la cattedrale fu edificata sotto la dominazione normanna e ultimata nel XII secolo. Sorge sui resti di un villaggio messapico, di una domus romana e di un tempio paleocristiano, ed è stata consacrata il 1º agosto 1088 durante il papato di Urbano II. Fortemente rimaneggiata in seguito alle devastazioni turche del 1480, conserva all'interno un capolavoro dell'arte musiva medievale. Realizzato tra il 1163 e il 1165 e firmato dal monaco Pantaleone, il mosaico, che si estende lungo le tre navate, il transetto e l'abside, presenta un maestoso Albero della Vita con temi tratti dall'Antico Testamento, dai vangeli apocrifi, dai cicli cavallereschi e dal bestiario medievale. Nella cattedrale sono inoltre conservate le reliquie dei Santi martiri di Otranto.

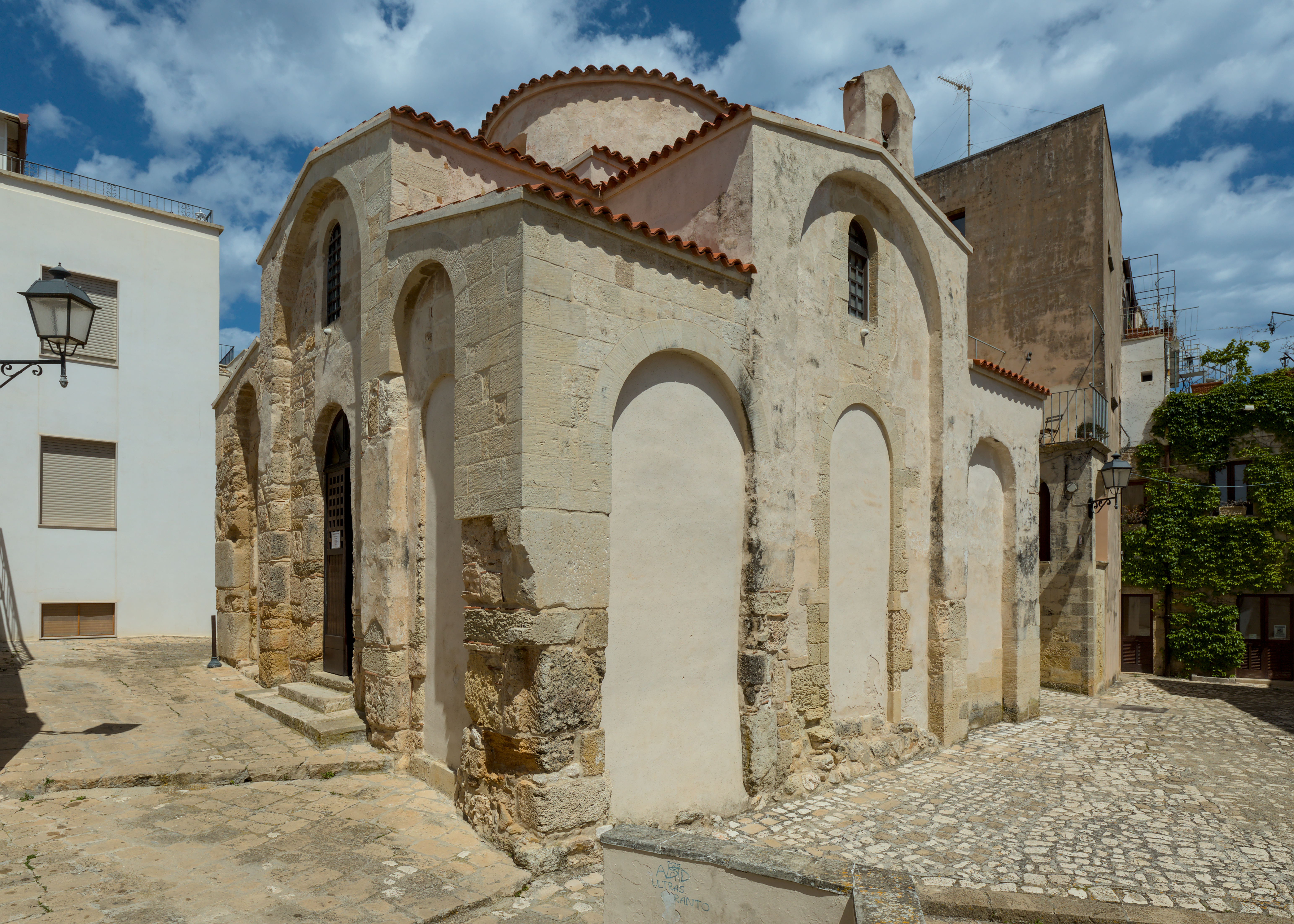
Chiesa di San Pietro

#### Chiesa di San Pietro
La chiesa di San Pietro costituisce un'importante espressione dell'arte bizantina in Puglia. Costruita intorno al IX-X secolo, fu, probabilmente, la prima basilica della città, eletta metropoli nel 968. A pianta quadrata a croce greca inscritta, presenta tre piccole navate sormontate da una cupola centrale sorretta da quattro colonne. Le tre absidi sul fondo conservano cicli di affreschi in stile bizantino databili tra X e XVI secolo.

#### Chiesa della Madonna dell'Altomare

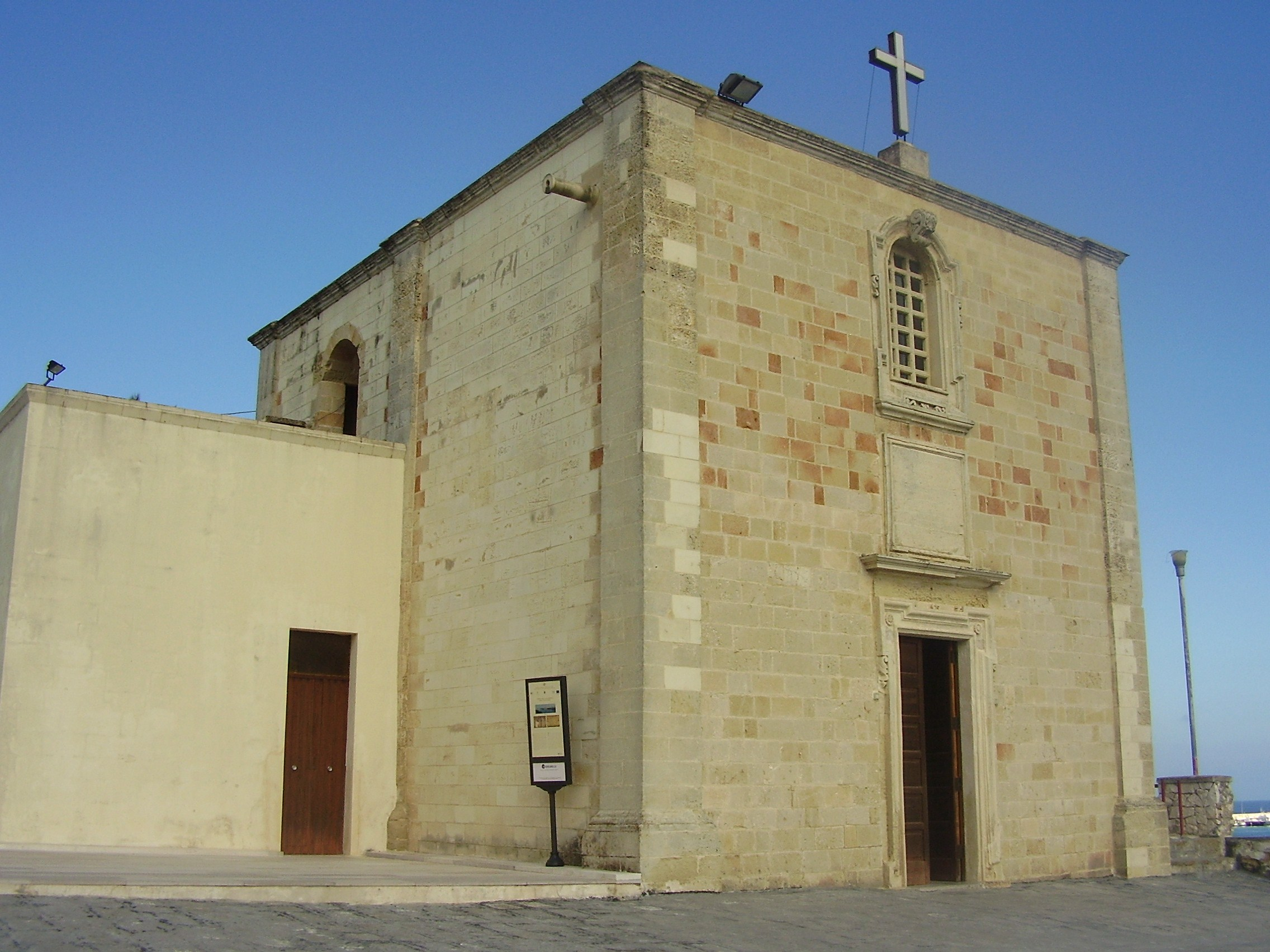
Chiesa della Madonna dell'Altomare

La chiesa della Madonna dell'Altomare, edificata nel XVII secolo, fu ricostruita nel 1744 come ricorda l'epigrafe posta sulla facciata. Arroccata su uno sperone tufaceo che scende direttamente nel mare, è dedicata allo Spirito Santo. L'interno, a navata unica, presenta l'altare dedicato alla Vergine. Tutte le decorazioni richiamano alla tradizione marittima: il pavimento a mosaico è decorato al centro con una stella di tradizione marinara, circondata da nodi Savoia o a otto. Tutti gli arredi, anche l'illuminazione, richiamano ai temi del mare: dal cavalluccio marino al delfino, dall'ancora alla conchiglia, quest'ultima che riunisce una doppia simbologia: legata al mare da una parte, legata all'iconologia della perfezione dall'altra.

#### Chiesa di Santa Maria dei Martiri

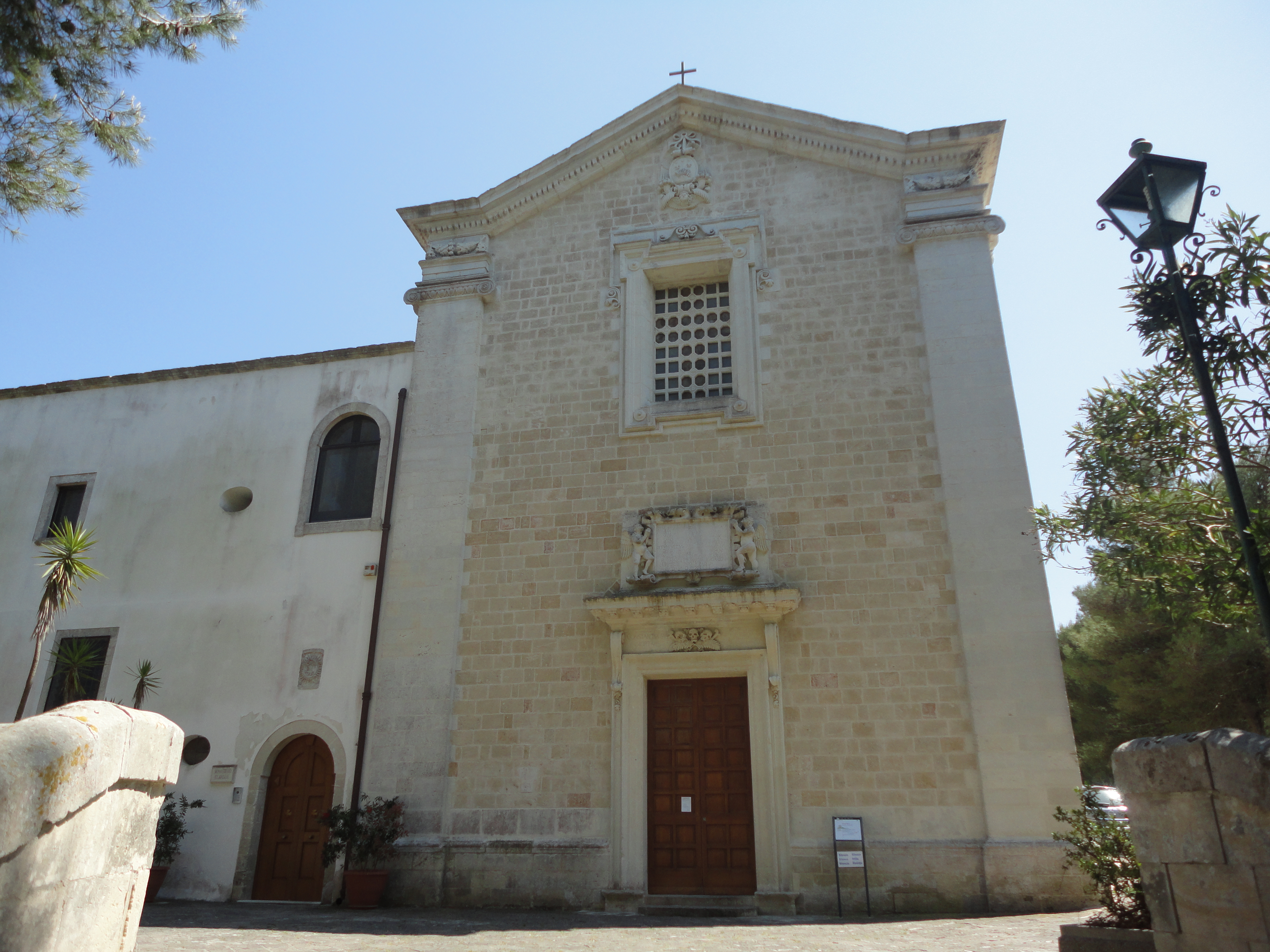
Chiesa Santa Maria dei Martiri

La chiesa di Santa Maria dei Martiri, con annesso convento di san Francesco di Paola, fu edificata a partire dal 1614 al posto di una preesistente struttura voluta da Alfonso d'Aragona, in ricordo del terribile massacro degli ottocento otrantini che qui ebbe luogo. La struttura architettonica dell'edificio è in stile rinascimentale, mentre gli altari sono barocchi. Tra i dipinti vi si conserva un grande quadro di Lavinio Zoppo della seconda metà del XVI secolo raffigurante la strage di Otranto.

#### Chiesa di Santa Maria del Passo
La piccola chiesa di Santa Maria del Passo risale al XVI secolo. Ubicata a metà strada fra la città e il Colle della Minerva, venne edificata per ricordare il passaggio nel 1480 degli ottocento otrantini che venivano condotti dai Turchi sul colle per essere trucidati. Di semplice fattura, presenta un'unica aula rettangolare con volta a botte caratterizzata da un'abside recante l'immagine cinquecentesca della Vergine.

#### Monastero di San Nicola di Casole
L'antico monastero di San Nicola di Casole sorgeva a pochi chilometri a sud di Otranto e rappresenta uno dei luoghi più importanti del Salento, a livello storico, artistico e culturale. Il casale fu fondato nel 1098 da Boemondo I d'Antiochia. Successivamente l'insediamento venne donato a un gruppo di basiliani guidati da Giuseppe, che fu primo abate della futura Abbazia.

Attivissimo centro culturale, conservò per lunghi secoli numerosissimi volumi greci e latini. Era all'epoca una delle biblioteche più ricche d'Europa. Venne distrutta nel 1480, in seguito alla devastazione dei Turchi. Di essa rimangono oggi solo rovine.

#### Cripte e Chiese Rupestri

##### Cripta di San Nicola
Situata nella Valle delle Memorie, luogo di importanza storica per la presenza di un antico villaggio rupestre, la cripta di San Nicola è scavata nelle pareti rocciose della vallata e risale probabilmente al X-XII secolo. La cripta è formata da tre navate, divise da pilastri, terminanti con piccole absidi semicircolari. Sono ancora visibili tracce di affreschi bizantini e iscrizioni in lingua greca.

##### Cripta del Padreterno
La cripta del Padreterno risale al X-XI secolo. Ubicata nei pressi del Colle della Minerva, è interamente scavata nella roccia e si accede mediante una scalinata. L'ipogeo è costituito da un ambiente principale con altare comunicante con altri ambienti sostenuti da pilastri monolitici. Lungo le pareti, interamente affrescate, si distribuisce il sedile in pietra.

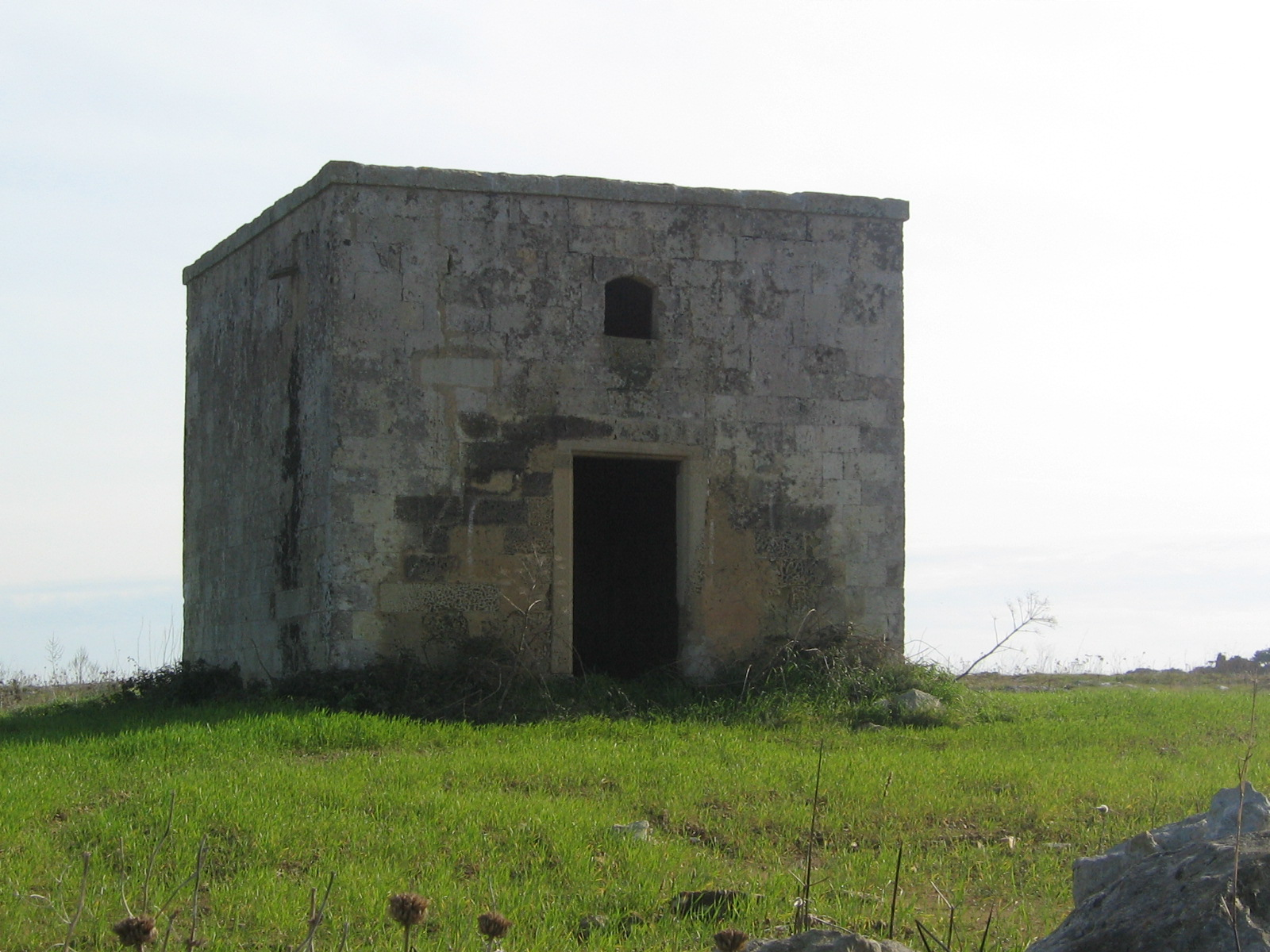
Chiesa Madonna della Serra

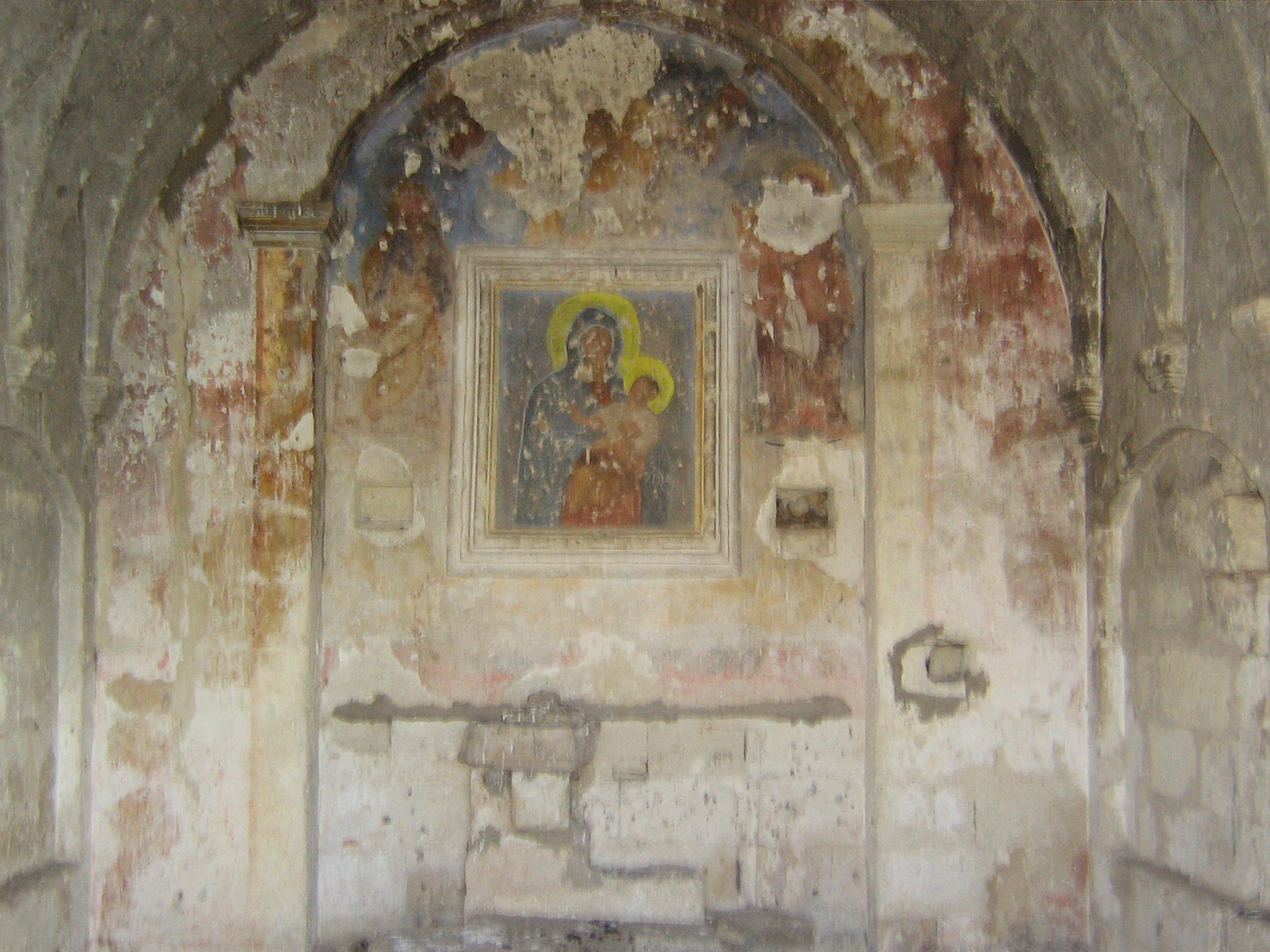
Interno Chiesa Madonna della Serra

##### Catacombe di San Giovanni
Le catacombe di San Giovanni risalgono all'età paleocristiana. Si tratta di un complesso ipogeico, situato sulla collina di San Giovanni, appartenuto probabilmente alla comunità ebraica o paleocristiana ben rappresentate a Otranto nei primi secoli dopo Cristo. Le catacombe venivano utilizzate come necropoli.

##### Chiesa della Madonna della Serra
Nella parte più meridionale del territorio otrantino, al confine con i comuni di Santa Cesarea Terme, Minervino di Lecce e Uggiano la Chiesa, sorge la chiesa rurale della Madonna della Serra, così chiamata per essere posizionata sulla sommità di un'altura (Monti Ferrari) che appartiene alle cosiddette serre salentine. Edificata verso la fine del Seicento, la chiesa è caratterizzata da una volta a botte lunettata e dalla presenza di affreschi parietali fra cui risalta quello della Titolare. A pochi metri di distanza è possibile notare un'antica strada romana con basolato.

### Architetture civili

#### Palazzo Lopez
Il palazzo fu edificato, al tempo del dominio spagnolo, dalla nobile famiglia Lopez. Al nucleo più antico, costituito dalla cinquecentesca casa-torre, nel XVII secolo venne addossato un più ampio corpo di fabbrica, a completare la dimora signorile. Dal 1992, per volontà dell'arcivescovo Vincenzo Franco, l'edificio ospita il museo diocesano.
All'interno è possibile ammirare opere ed elementi architettonici provenienti dalla cattedrale di Otranto e dalle chiese parrocchiali appartenenti alla diocesi locale. I tre piani dell'edificio ospitano sezioni dedicate alla scultura, alla pittura e agli arredi e strumenti liturgici. Tra le opere di maggior pregio, un monumentale fonte battesimale del XVI secolo, attribuito alla bottega del celebre scultore salentino Gabriele Riccardi, ornato da lastre a rilievo raffiguranti scene dell'Antico e Nuovo Testamento; i frammenti di un mosaico pavimentale, ascrivibile al IV-V secolo, rinvenuto sotto il pavimento della cattedrale nel corso dei lavori di ristrutturazione; vari strumenti liturgici.

#### Palazzo de Mori
Il Palazzo de Mori è un'antica e nobile dimora a più piani, con patio di ingresso lastricato in pietra e vecchie coperture di embrici. Dall'ampio terrazzo caratterizzato dall'antico parapetto di colonne modellate in pietra, ci si affaccia sul mare, godendo di una suggestiva vista panoramica sulla baia di Otranto e sul porticciolo. Famoso in cartoline e quadri l'arco posto sotto il terrazzo.
Il Palazzo de Mori si trova sui bastioni, nell'antico ricamo delle strette e sinuose stradine del centro storico di Otranto, a due passi dalla chiesetta bizantina di San Pietro, dal Castello Aragonese e dalla Cattedrale nota per il suo meraviglioso mosaico.
Palazzo de Mori è l'antica dimora appartenuta inizialmente alla famiglia Leondari da cui ha preso il nome la vecchia via che conduce a essa, attraverso il ricamo delle strette vie del centro storico di Otranto. Più propriamente appartenne al nobile Michele Leondari, caduto durante la drammatica invasione saracena nel 1480 e riportato sui marmi che ricordano gli ottocento Martiri caduti sul Colle della Minerva e sui bassorilievi del monumento del lungomare. Il Palazzo passò quindi ai Bruni e in eredità ai de Mori tramite donna Peppina Sammarruco ved. de Mori, ved. Bruni, stimata benefattrice, figlia della nobile Saveria Nachira, di antica famiglia di Uggiano la Chiesa, cui appartenne un altro degli 800 Santi Martiri di Otranto, il colto monaco basiliano Macario Nachira, eroicamente morto per la fede, e di don Vincenzo appartenente alla famiglia otrantina dei Sammarruco che ha dato proprietari terrieri, industriali e sindaci, anche se di origine greca (cognome originario Soummakis, nobili di Zante).

#### Masserie

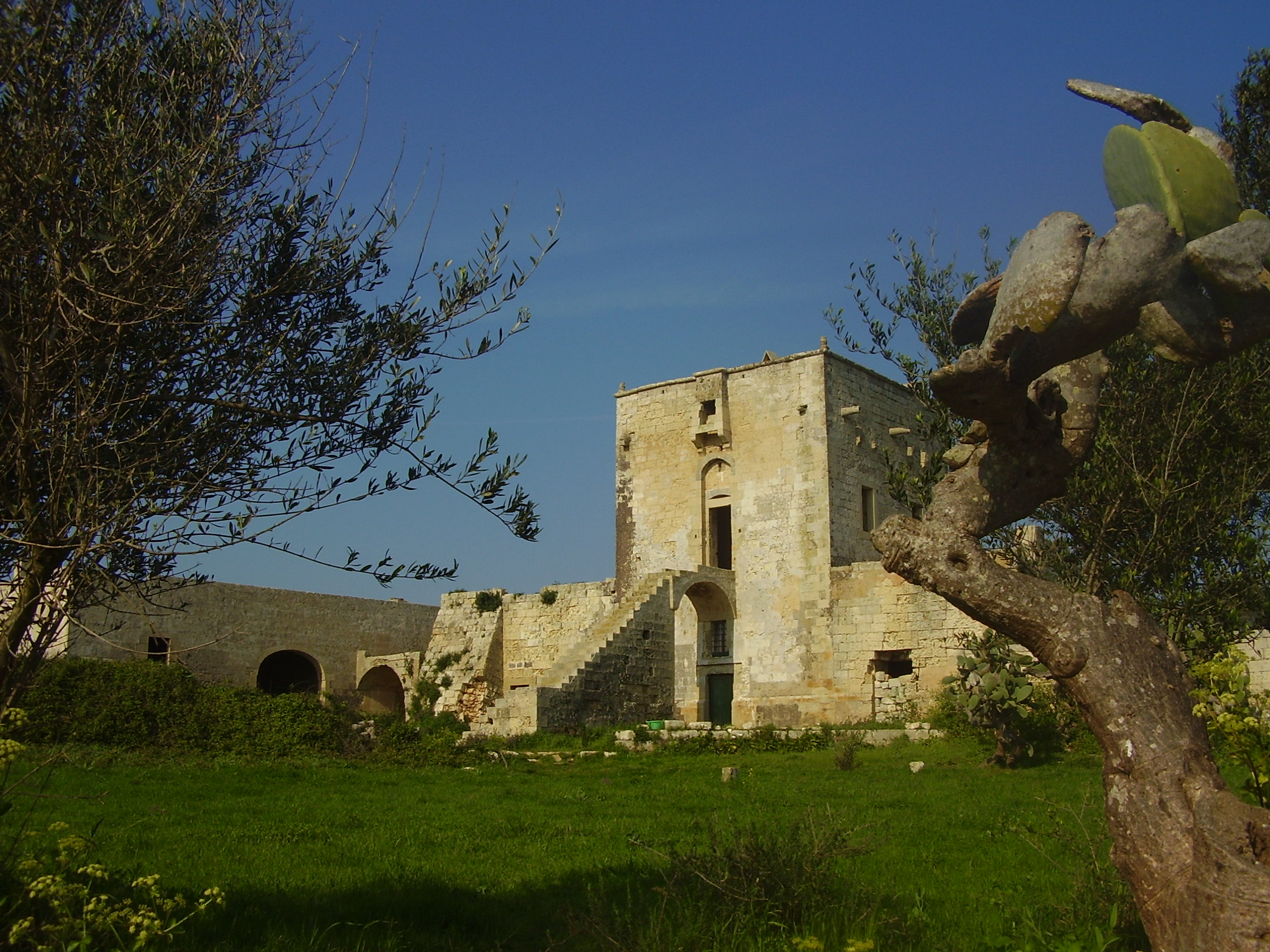
Masseria Cippano

- Masseria Consalvi
- Masseria Panareo
- Masseria Cippano - XVI secolo
- Masseria Creste
- Masseria Bandino - XVIII secolo
- Masseria dell'Orte
- Masseria Torre Pinta
- Masseria Ficola
- Masseria Maramonte Nuovo
- Masseria Muzza
- Masseria Fagà - XVII secolo
- Masseria Cerra
- Masseria Murrune
- Masseria Frassanito
- Masseria Autigne
- Masseria Montelauro
- Masseria Prosperi
- Masseria Fabrizio
- Masseria Longa

### Architetture militari

#### Torre Alfonsina e Mura
La torre si colloca in corrispondenza di Porta Terra, l'ingresso più antico alla vecchia città dei Martiri. La sua realizzazione si deve ad Alfonso d'Aragona, il grande liberatore della città dall'occupazione turca nel 1481. Il corridoio d'ingresso è difeso da quattro saettiere a strapiombo poste sulla volta. Alla base è possibile scorgere due epigrafi recanti il nome della torre e un motto che recita SIT VIRGO MATER FORTITUDO MEA (Sia la Vergine Madre la mia fortezza).
Il grande sistema di difesa delle mura otrantine è stato oggetto, nel corso dei secoli, di numerosi rimaneggiamenti. Un primo impianto doveva essere presente già in età messapica e romana. Il tracciato attuale ricalca in parte il circuito murario edificato sotto la dominazione bizantina, successivamente risistemato dapprima da Roberto il Guiscardo nel 1081 e in seguito da Federico II nel 1228. Le continue minacce provenienti dal mare e l'importanza rivestita da Otranto in quanto Porta d'Oriente della penisola, portò anche gli Angioini e, tempo dopo, i viceré spagnoli, a fare delle mura e del castello un efficiente modello di architettura militare. Ciò fu possibile attraverso l'intervento dei migliori ingegneri e architetti militari dell'epoca, tra i quali Ciro Ciri e Francesco di Giorgio Martini.

#### Castello Aragonese

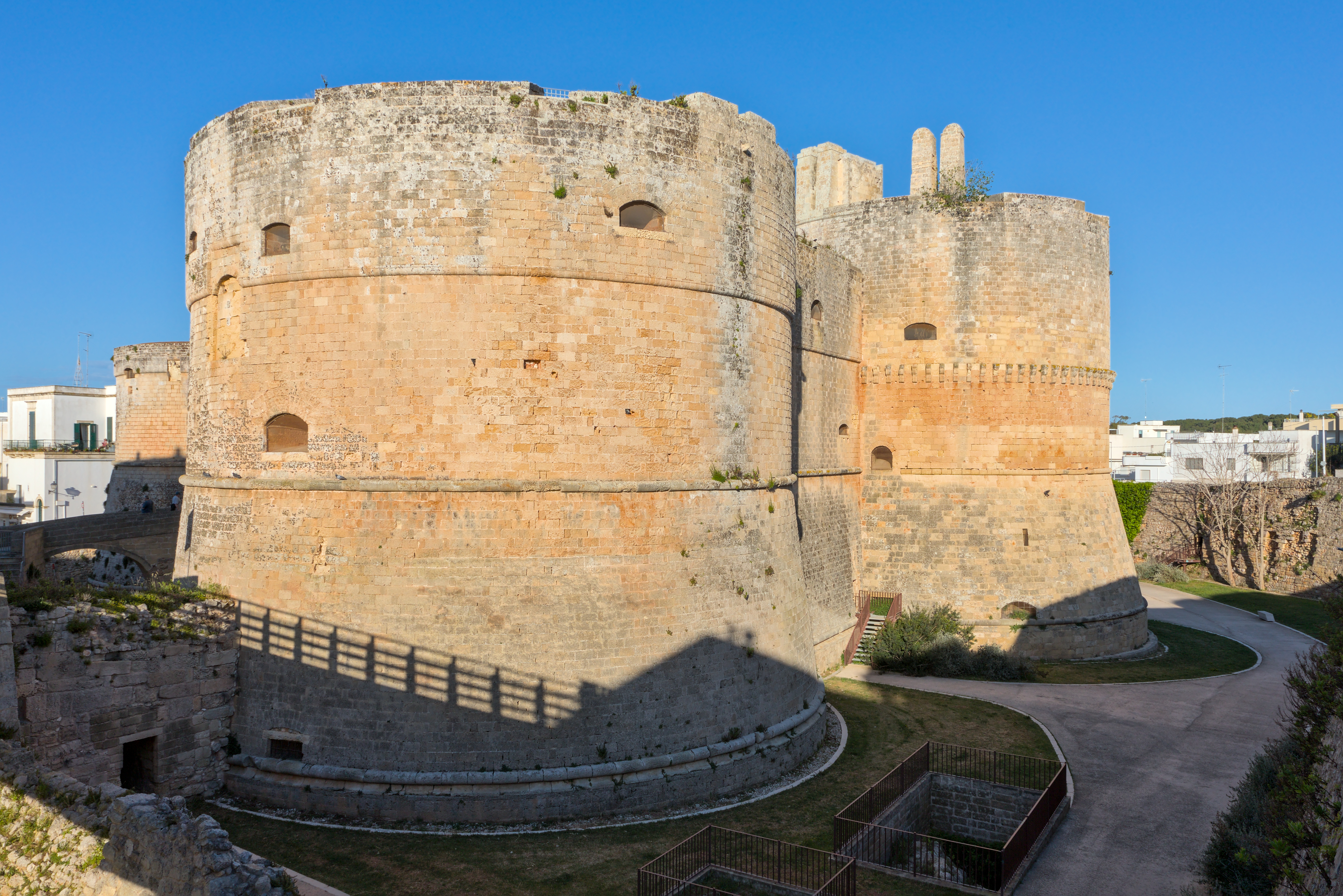
Il castello di Otranto

Il castello di Otranto, che diede il nome al primo romanzo gotico della storia, è in stretta relazione con la cinta muraria con cui forma un unico apparato difensivo. Fatto costruire da Alfonso d'Aragona tra il 1485 e il 1498, il castello fu ideato da Ciro Ciri con la consulenza di Francesco di Giorgio Martini. Al tempo in Piazza Castello, luogo dove si trova l'edificio, si ergevano delle fortificazioni risalenti al periodo della dominazione sveva con l'aggiunta dei ritocchi operati dai turchi intorno al 1480. Sotto la giurisdizione aragonese, il castello venne circondato da un alto fossato e l'architetto Ciro Ciri ristrutturò la struttura militare insieme alle mura della città . L'attuale Castello presenta una facies frutto di diverse trasformazioni avvenute a partire dai rifacimenti di Ciri, ma è nella seconda metà degli anni Novanta del Quattrocento che il Castello fu radicalmente trasformato insieme alla Porta Alfonsina grazie all'opera di Francesco di Giorgio Martini attraverso la realizzazione dei quattro massicci torrioni cilindrici angolari. Più tardi nel Cinquecento fu aggiunto lo Spuntone scarpato portando ad una planimetria organica nel 1578. Infatti, sul lato dell'edificio che si affaccia sul mare, venne aggiunto un bastione a lancia con dei baluardi esterni per avvistare l'arrivo di navi e flotte nemiche. Sul bastione sono incisi gli scudi gentilizi di Antonio de Mendoza e di Don Pedro di Toledo, allora signori della città, mentre sul portone d'ingresso è scolpito lo stemma di Carlo V.

#### Torri costiere

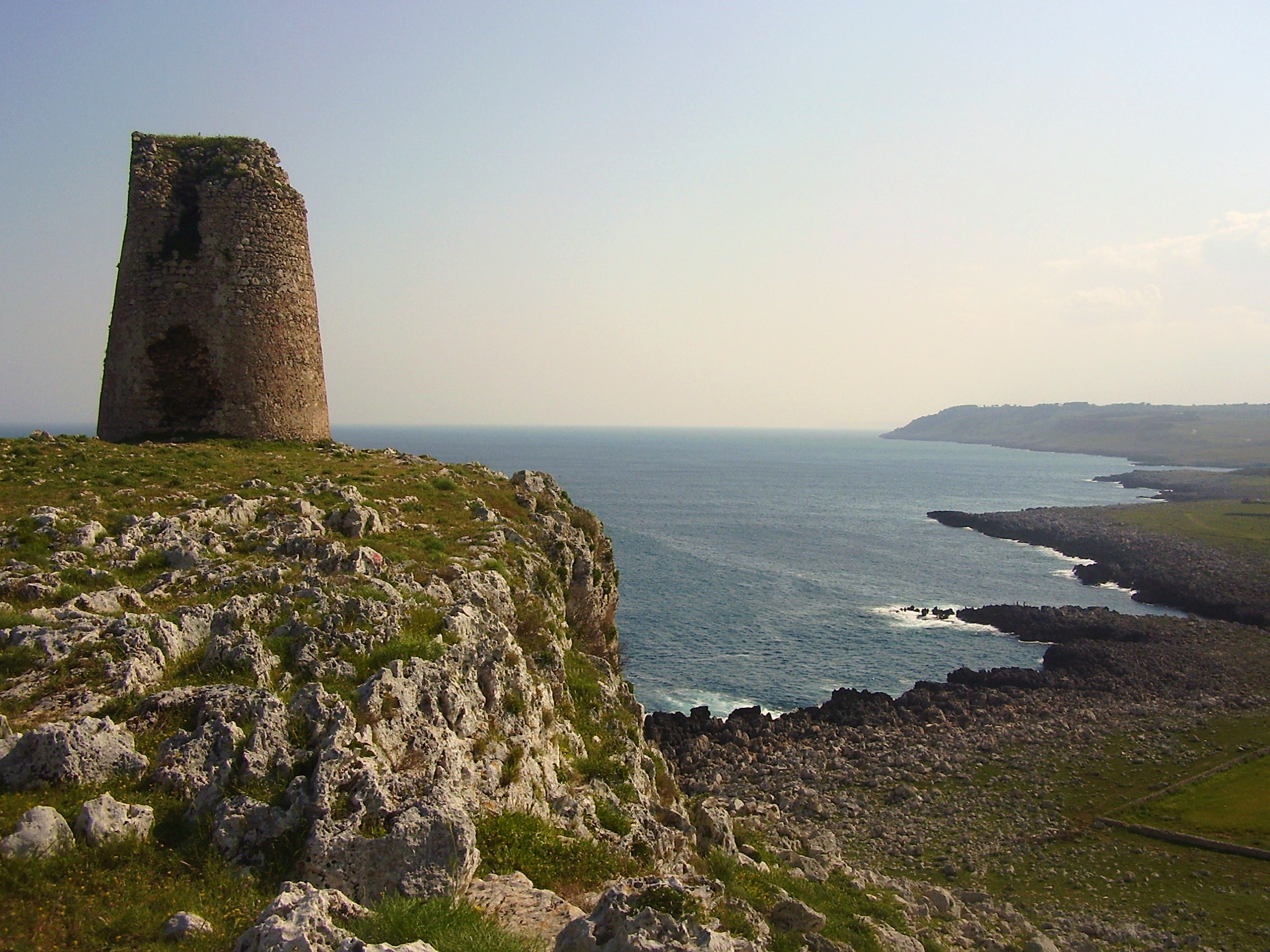
Torre Sant'Emiliano

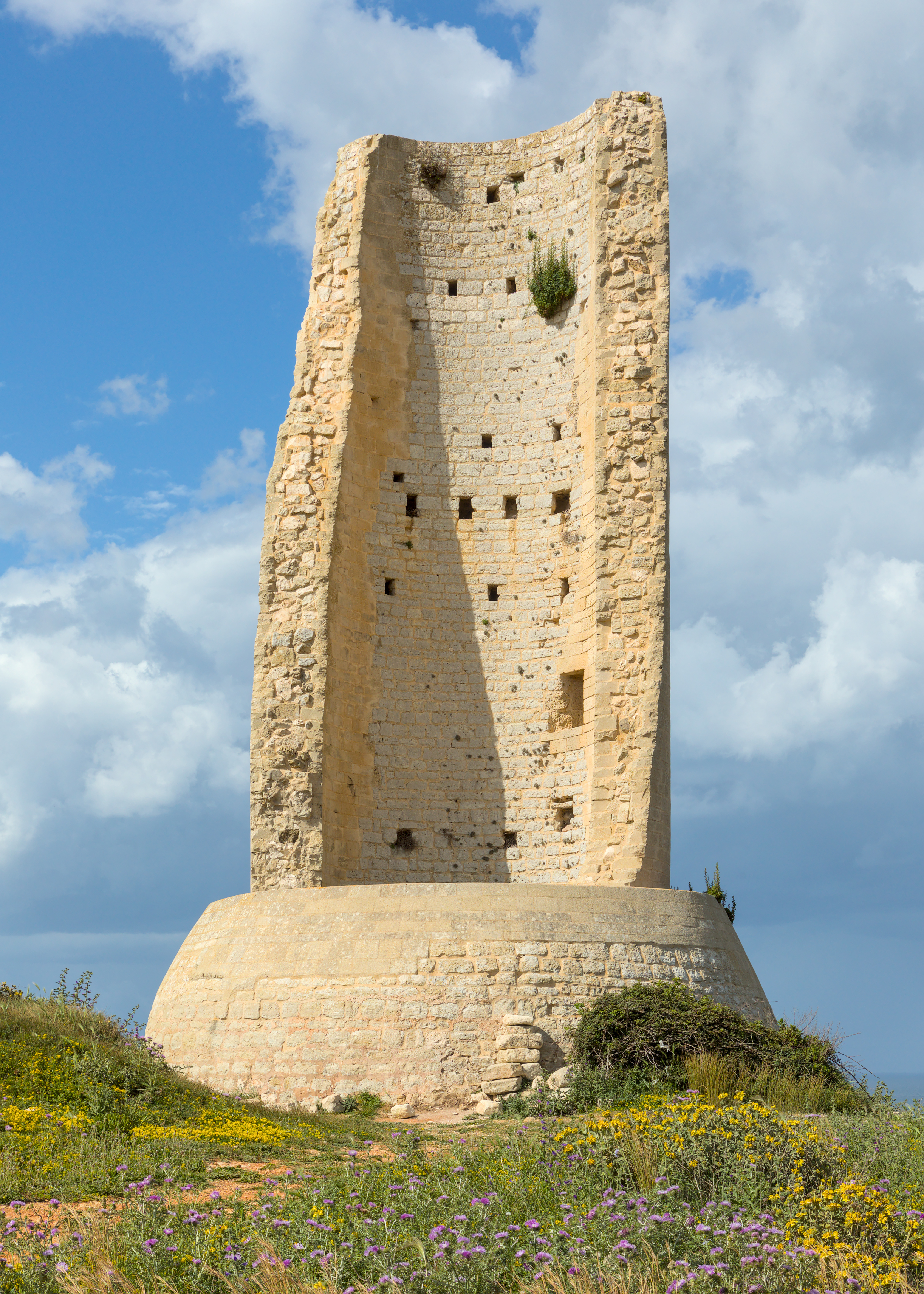
Torre del Serpe

Il litorale del comune di Otranto è costellato di torri difensive costruite nel XVI secolo da Carlo V per difendere il territorio dagli attacchi saraceni.
Da nord a sud sono presenti:
- Torre Fiumicelli
- Torre Santo Stefano
- Torre del Serpe
- Torre dell'Orte
- Torre Sant'Emiliano

Esistevano in passato altre due torri andate distrutte nel XIX secolo: Torre Palascìa e Torre Badisco.

### Siti archeologici

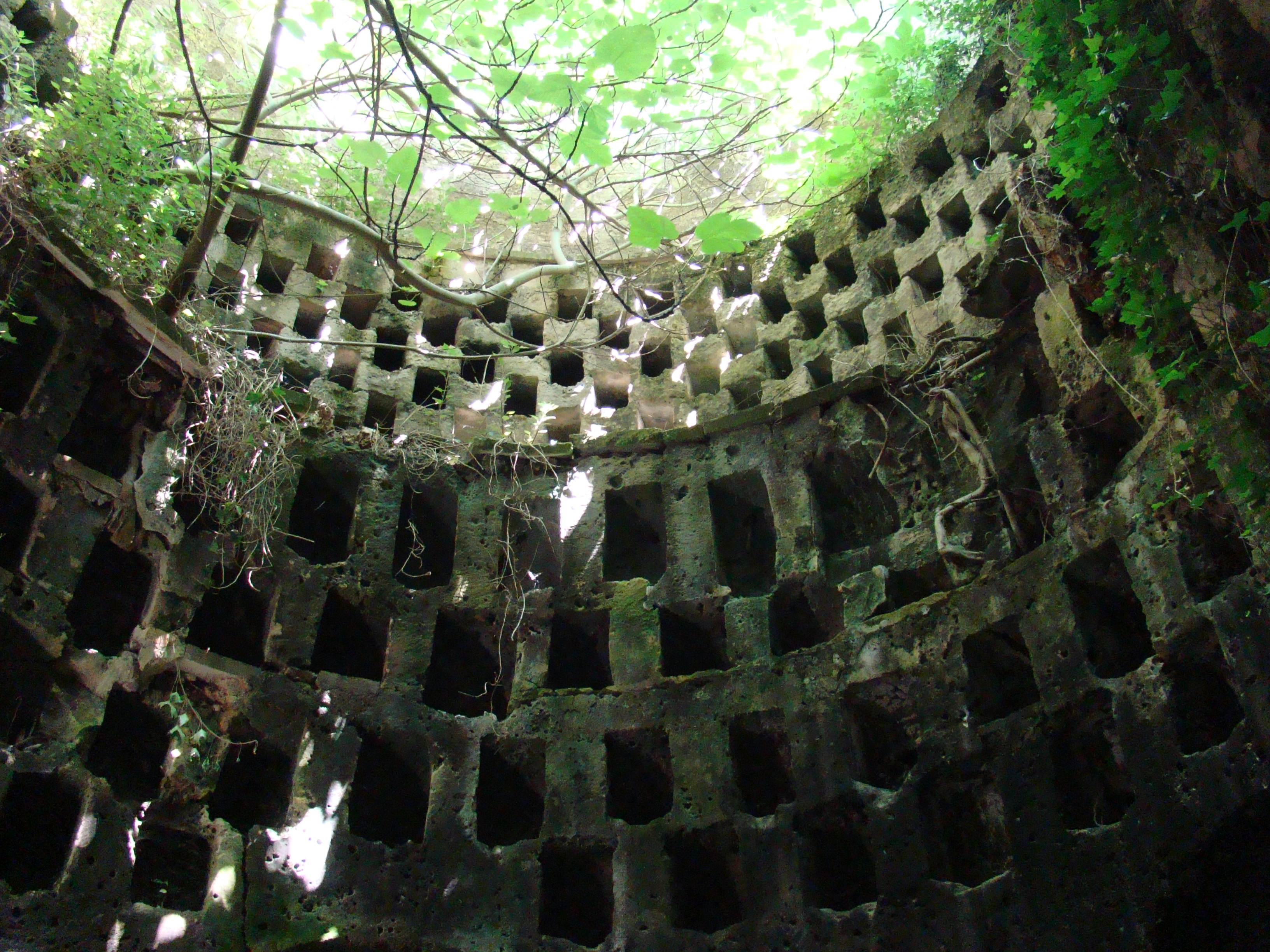
Ipogeo di Torre Pinta

- Ipogeo di Torre Pinta, ipogeo di origine messapica utilizzato prima per uso cimiteriale, poi riconvertito in colombario per l'allevamento dei piccioni viaggiatore[29].
- Grotta dei Cervi, grotta costiera sulle cui pareti sono state ritrovate testimonianze pittoriche come immagini di uomini, figure rituali, scene di caccia e animali; i reperti archeologici e fossili rinvenuti costituiscono il nucleo principale nel museo Alca di Maglie.

### Aree naturali

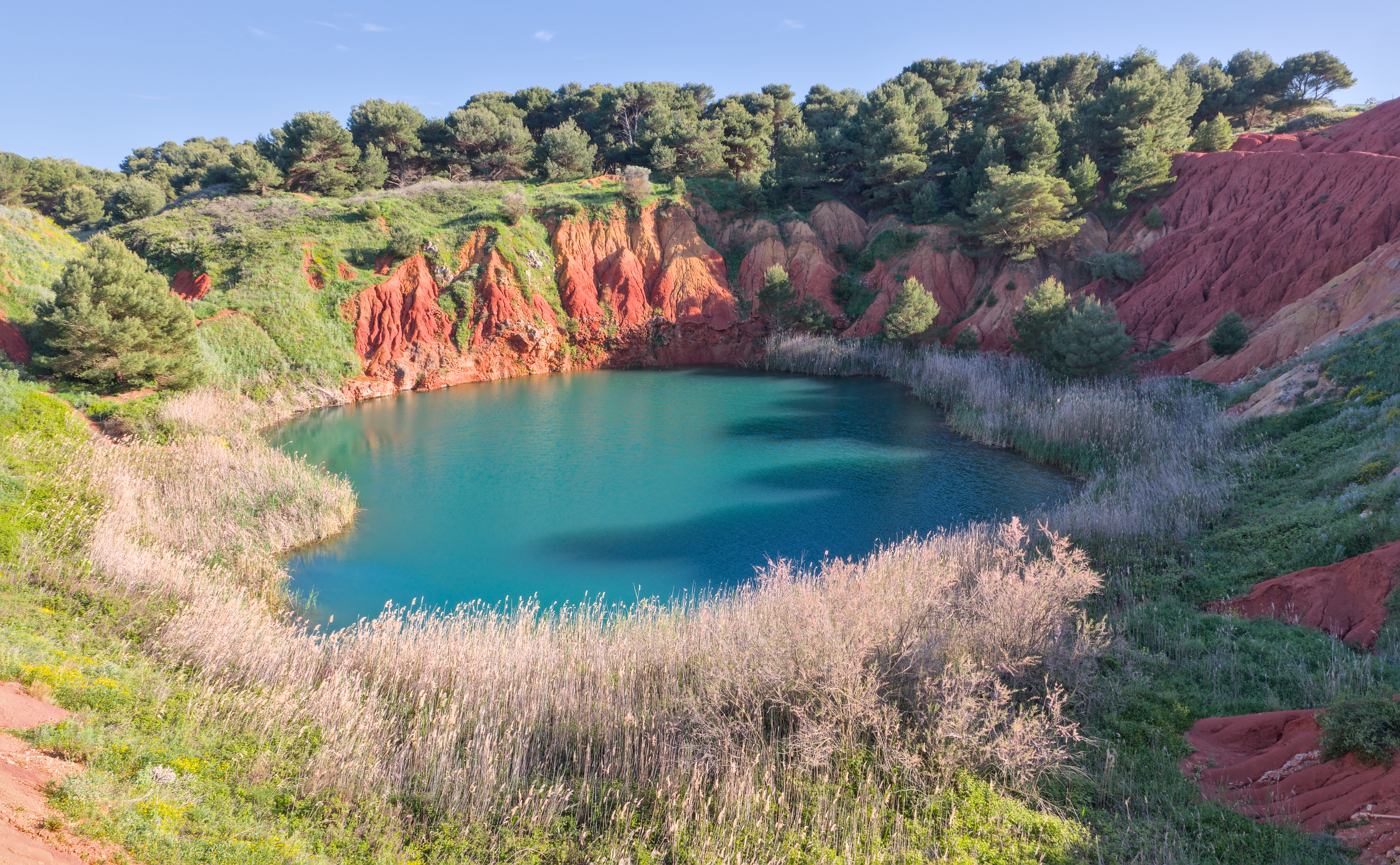
Laghetto di bauxite

#### Ex cava di bauxite e laghetto
L'ex cava di bauxite e il laghetto si trovano a sud di Otranto nei pressi della baia delle Orte. La bauxite, minerale dal quale si ricava l'alluminio, veniva imbarcata nel porto cittadino in direzione negli stabilimenti di Porto Marghera, dove veniva lavorata. Il giacimento fu scoperto negli anni '40 del secolo scorso grazie al ritrovamento casuale di un grosso minerale da parte di uno studente. La cava venne definitivamente abbandonata nel 1976-78 a causa del costoso processo estrattivo. La presenza di una falda freatica, incontrata durante la fase dello scavo, ha determinato la formazione di un piccolo lago di cava. La zona circostante si è quindi arricchita di piante acquatiche e paludose come la cannuccia di palude.

#### Laghi Alimini
L'ecosistema ospita numerose specie vegetali e animali ed è caratterizzata dalla presenza di due bacini circondati da vegetazione. I due bacini sono collegati attraverso un canale e danno origine a un microclima caldo umido in tutta la zona. Crescono rare specie di piante, tra cui l'orchidea di palude e la castagna d'acqua.

## Società

### Evoluzione demografica
Abitanti censiti

### Etnie e minoranze straniere
Secondo i dati ISTAT al 31 dicembre 2019, la popolazione straniera residente era di 317 persone. Le nazionalità maggiormente rappresentate erano:

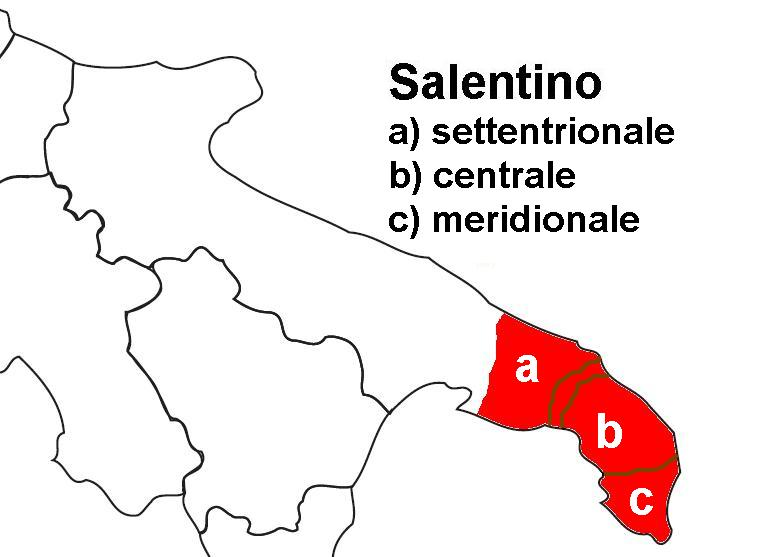
Diffusione del dialetto salentino

- Romania - 106
- Nigeria - 32
- Pakistan - 25
- Albania - 19
- Senegal - 11
- Spagna - 10

### Lingue e dialetti
Il dialetto parlato a Otranto è il dialetto salentino nella sua variante meridionale. Il dialetto salentino, appartenente alla famiglia delle lingue romanze e classificato nel gruppo meridionale estremo, si presenta carico di influenze riconducibili alle dominazioni e ai popoli stabilitisi in questi territori nei secoli: messapi, greci, romani, bizantini, longobardi, normanni, albanesi, francesi, spagnoli.

### Religioni
Il comune è sede dell'arcidiocesi di Otranto, suffraganea dell'arcidiocesi di Lecce e appartenente alla regione ecclesiastica Puglia.

### Tradizioni e folclore
In occasione della festa di San Giuseppe si allestiscono le Tavole di San Giuseppe.
Molto sentiti dalla popolazione, sono i Festeggiamenti dei Santi Martiri Idruntini, la Festa di San Francesco da Paola, la Festa della Madonna dell'Altomare.

## Cultura

### Istruzione

#### Biblioteche
- Biblioteca comunale Maria Corti, Scuola media - via Cappuccini
- Biblioteca Antonio Corchia, Bastione dei Pelasgi - via Leondari

#### Scuole
- Scuola dell'infanzia
- Scuola primaria
- Scuola secondaria di primo grado
- Istituto professionale per i servizi alberghieri e la ristorazione

#### Musei
- Museo diocesano, Palazzo Lopez - piazza Basilica

### Letteratura
(Carmelo Bene, Sono apparso alla Madonna)
- Il romanzo di Maria Corti, L'ora di tutti, narra le vicende della battaglia di Otranto del 1480 (invasione dei Turchi).
- A Otranto è ambientato il famoso romanzo The Castle of Otranto[32] di Horace Walpole, che è generalmente considerato il primo esempio di romanzo gotico[33].
- 5 anni dopo il romanzo di Walpole, il filosofo francese Voltaire ambientò nel castello di Otranto il libretto di un'opera buffa intitolata Le Baron d'Otrante (1769) affidato al musicista belga Gretry per essere musicato[34].
- Nel romanzo Otranto, Roberto Cotroneo, sullo sfondo dell'antica cattedrale dell'Annunziata, colma di segni, narra (in un gioco di incastri vertiginosi) la storia di una giovane restauratrice olandese, Helena, alle prese con il famoso mosaico del XII secolo.
- Nel romanzo Il nome della rosa di Umberto Eco, Adelmo, il primo monaco ritrovato morto (da cui ha origine la storia) proviene da Otranto.

### Eventi

#### Alba dei Popoli
L'Alba dei Popoli è una rassegna di arte, cultura, ambiente, musica e spettacoli. La manifestazione celebra il legame della Puglia con la civiltà mediterranea.

#### Premio Grinzane Terra d'Otranto
Il Premio Grinzane Terra d'Otranto è un riconoscimento internazionale sul tema del confronto interculturale. Presenta due sezioni: la prima per un'opera letteraria che tratta il tema della tolleranza e dell'integrazione e la seconda per una particolare attività nel campo della solidarietà e del dialogo.

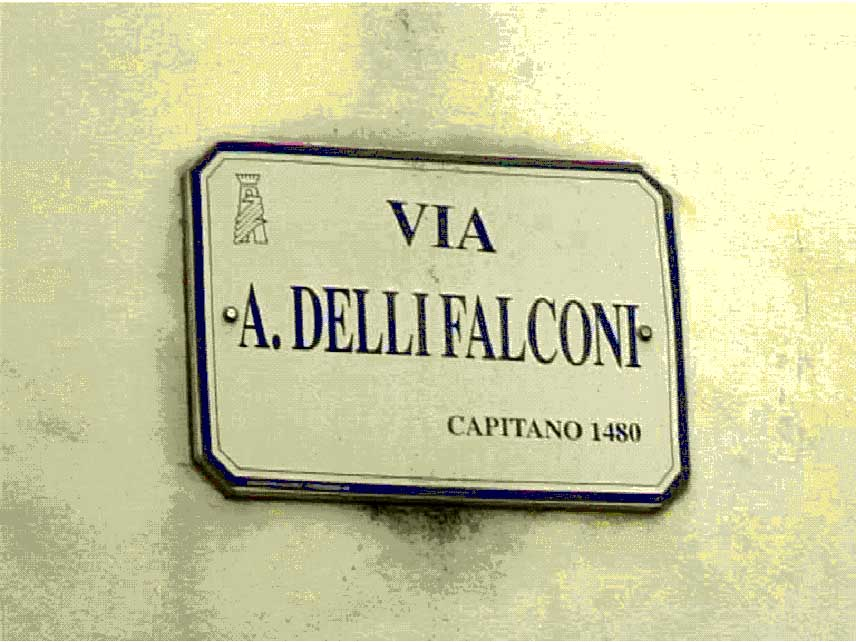
Lapide muraria affissa ad una casa, situata nel centro storico di Otranto dedicata al capitano Giovanni Antonio Delli Falconi il quale, protesse e morì nella città otrantina durante l'attacco dei Turchi della guerra omonima

## Economia

### Turismo
Fa parte del club I borghi più belli d'Italia.

## Infrastrutture e trasporti

### Strade
I collegamenti stradali principali sono rappresentati da:
- Strada statale 16 Adriatica Lecce-Maglie-Otranto. A Otranto ha termine la SS16 che, congiungendo la città con Padova per mezzo di un percorso di 1000,7 km, costituisce la più lunga strada statale italiana.

Il centro è anche raggiungibile dalle strade provinciali SP48 Martano-Carpignano Salentino-Otranto, SP87 litoranea Otranto-Porto Badisco-Santa Cesarea Terme, SP277 Otranto-Giurdignano, SP358 Uggiano la Chiesa-Otranto, SP366 Otranto-San Foca-San Cataldo.

### Ferrovie
La cittadina è servita da una stazione ferroviaria, capolinea della linea Maglie-Otranto delle Ferrovie del Sud Est.

## Amministrazione
Di seguito è presentata una tabella relativa alle amministrazioni che si sono succedute in questo comune.
| Periodo          | Periodo          | Primo cittadino     | Partito                     | Carica              | Note   |
| ---------------- | ---------------- | ------------------- | --------------------------- | ------------------- | ------ |
| 25 luglio 1988   | 10 agosto 1990   | Salvatore Miggiano  | Partito Socialista Italiano | Sindaco             | [ 38 ] |
| 11 ottobre 1990  | 12 marzo 1993    | Giovanni Stefanelli | Partito Socialista Italiano | Sindaco             | [ 38 ] |
| 12 marzo 1993    | 23 novembre 1993 | Renato Cupri        |                             | Comm. pref.         | [ 38 ] |
| 29 luglio 1993   | 22 novembre 1993 | Nicola Russo        |                             | Comm. straordinario | [ 38 ] |
| 23 novembre 1993 | 17 novembre 1997 | Francesco Vetruccio | lista civica                | Sindaco             | [ 38 ] |
| 17 novembre 1997 | 28 maggio 2002   | Francesco Bruni     | Forza Italia                | Sindaco             | [ 38 ] |
| 28 maggio 2002   | 29 maggio 2007   | Francesco Bruni     | Forza Italia                | Sindaco             | [ 38 ] |
| 29 maggio 2007   | 7 maggio 2012    | Luciano Cariddi     | lista civica                | Sindaco             | [ 38 ] |
| 7 maggio 2012    | 11 giugno 2017   | Luciano Cariddi     | lista civica                | Sindaco             | [ 38 ] |
| 11 giugno 2017   | 12 giugno 2022   | Pierpaolo Cariddi   | lista civica                | Sindaco             | [ 38 ] |
| 12 giugno 2022   | 17 ottobre 2022  | Pierpaolo Cariddi   | lista civica                | Sindaco             | [ 38 ] |
| 18 ottobre 2022  | 15 maggio 2023   | Vincenza Filippi    |                             | Comm. pref.         | [ 38 ] |
| 15 maggio 2023   | in carica        | Francesco Bruni     | Fratelli d'Italia           | Sindaco             | [ 38 ] |

## Sport
La principale squadra di calcio della città è il Città di Otranto, che milita nel campionato di Promozione pugliese.
La principale società di pallavolo della città è la Polisportiva Città di Otranto Volley; la squadra femminile e la maschile militano in Prima Divisione.